# 둔기초등학교
둔기초등학교는 대한민국 전북특별자치도 임실군 오수면 둔기길 44-12 (둔기리)에 있었던 공립 초등학교이다.

## 연혁
- 1947년 2월 1일 둔덕리의 삼계강사에서 개교
- 1949년 8월 30일 체육장 확장공사
- 1952년 3월 26일 제1회 졸업
- 1953년 6월 30일 둔기초등학교로 승격
- 1956년 6월 30일 전관 3교실 증축
- 1958년 12월 30일 2교실 증축 및 변소 6칸 신축
- 1972년 8월 1일 동편 교문 설치1972. 10월15일 서편 창고 2칸 신축
- 1976년 11월 1일 변소 1동 5칸 개축
- 1978년 8월 1일 숙직실 3칸 개축
- 1979년 4월 28일 교지 288매입
- 1983년 3월 1일 둔덕초등학교 폐교 통폐합 (5개 학년 78명 전입)
- 1985년 3월 5일 둔기초등학교 병설 유치원 개원
- 1996년 3월 1일 둔기초등학교로 개명
- 1996년 3월 2일 학교 급식실시
- 1998년 3월 1일 오수초등학교로 통폐합